# Municipio de Berlin (Minnesota)
El municipio de Berlin (en inglés: Berlin Township) es un municipio ubicado en el condado de Steele en el estado estadounidense de Minnesota. En el año 2010 tenía una población de 519 habitantes y una densidad poblacional de 5,67 personas por km².

## Geografía
El municipio de Berlin se encuentra ubicado en las coordenadas 43°53′38″N 93°20′49″O / 43.89389, -93.34694. Según la Oficina del Censo de los Estados Unidos, el municipio tiene una superficie total de 91.5 km², de la cual 90,79 km² corresponden a tierra firme y (0,77 %) 0,71 km² es agua.

## Demografía
Según el censo de 2010, había 519 personas residiendo en el municipio de Berlin. La densidad de población era de 5,67 hab./km². De los 519 habitantes, el municipio de Berlin estaba compuesto por el 97,88 % blancos, el 0,19 % eran afroamericanos, el 0,19 % eran asiáticos, el 0,39 % eran de otras razas y el 1,35 % eran de una mezcla de razas. Del total de la población el 0,77 % eran hispanos o latinos de cualquier raza.